# NGC 3254
NGC 3254 је спирална галаксија у сазвежђу Мали лав која се налази на NGC листи објеката дубоког неба.
Деклинација објекта је + 29° 29' 32" а ректасцензија 10h 29m 19,9s. Привидна величина (магнитуда) објекта NGC 3254 износи 11,6 а фотографска магнитуда 12,4. Налази се на удаљености од 32,560 милиона парсека од Сунца. NGC 3254 је још познат и под ознакама UGC 5685, MCG 5-25-18, CGCG 154-20, IRAS 10265+2944, PGC 30895.